# Cyclogonia sumai
Cyclogonia sumai är en insektsart som beskrevs av Young 1977. Cyclogonia sumai ingår i släktet Cyclogonia och familjen dvärgstritar. Inga underarter finns listade i Catalogue of Life.